# 橋本実俊
橋本 実俊（はしもと さねとし）は、鎌倉時代後期から南北朝時代にかけての公卿。太政大臣・西園寺公相の四男。官位は正三位・参議。橋本家の祖。

## 経歴
文永6年（1269年）正月、10歳で従五位下に叙爵。同年5月に従五位上・侍従、10月に正五位下に昇叙。文永7年（1270年）従四位下・左近衛中将、文永8年（1271年）従四位上・美濃権介、文永9年（1272年）正四位下と昇叙される。文永10年（1273年）春宮権亮、建治2年（1276年）因幡介を兼ねる。
建治3年（1277年）参議に任ぜられて公卿に列す。同年9月従三位。弘安元年（1278年）但馬権守、弘安2年（1279年）には正三位に昇る。参議を辞し、弘安6年（1283年）近江権守を務める。正安3年（1301年）10月25日に出家。暦応元年/興国2年（1341年）2月に薨去。享年82。

## 系譜
- 父：西園寺公相
- 母：園基氏の娘
- 妻：不詳
  - 男子：橋本季経
  - 男子：橋本俊季[1]
  - 女子：遊義門院一条局 - 尊治親王（のちの後醍醐天皇）後宮
  - 女子：園基藤室
  - 女子：六条有忠室